# F-1 (granada russa)

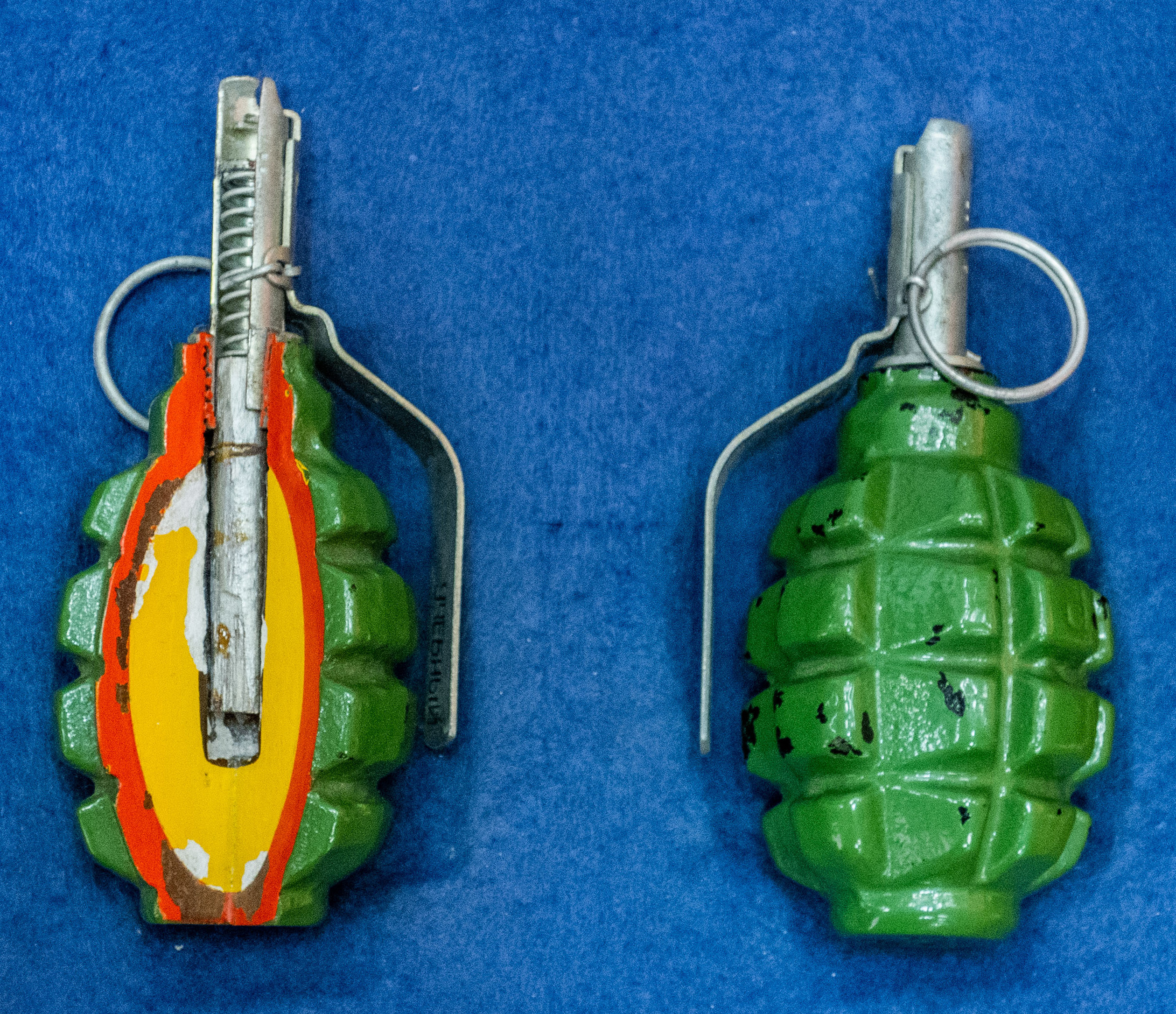
Granada cortada e amostra de treinamento (Museu da DOSAAF, Minsk)

A granada de mão soviética F-1  é uma granada defensiva de fragmentação antipessoal. É baseada na Granada F-1 francesa e contém uma carga explosiva de 60 gramas (TNT). O peso total da granada com o pino é de cerca de 600 gramas.
Devido ao seu formato e sua cor verde-amarelada, é apelidada de limonka ("limãozinho"). É também apelidada de Efka (em russo: Эфка) pela letra F. É semelhante à "granada de abacaxi" americana Mk 2, que também foi modelada na F1 francesa.
A granada de treinamento de simulação F-1 é chamada de УРГ (учебная ручная граната), URG (granada de mão de treinamento).

## Fusível
O fusível Universal'nyi Zapal, Ruchnaya Granata, Modernizirovannyi]] (UZRGM) (russo para "Ignitor Universal, Granada de Mão, Melhorado") é um tipo russo universal também usado nas granadas RG-41, RG-42, RGO-78, RGN-86 e RGD-5. O atraso padrão para este fusível é de 3,5 a 4 segundos. No entanto, estão disponíveis variantes de fusível UZRGM que fornecem atrasos entre zero (ou seja, instantâneos, especificamente para uso em armadilhas) e 13 segundos. É possível ouvir um estouro alto quando o fusível acende e começa a queimar.

## História
A F-1 foi introduzida durante a Segunda Guerra Mundial e posteriormente reprojetada no pós-guerra. Possui exterior de aço entalhado para facilitar a fragmentação na detonação e evitar que ela escorregue nas mãos. A distância que a granada pode ser lançada é estimada em 30–45 m. O raio de dispersão do fragmento é de até 200 m (o raio efetivo é de cerca de 30 m). Consequentemente, a granada deve ser lançada de uma posição defensiva para evitar autolesão. Cerca de 60 por cento do corpo da granada é pulverizado durante a explosão, apenas 30 por cento do corpo se divide em 290 lascas afiadas e de alta velocidade, cada uma pesando cerca de 1 grama, com uma velocidade inicial de cerca de 700 m/s.

## Cópias estrangeiras
A granada F-1 foi fornecida a vários aliados soviéticos e nações do Terceiro Mundo ao longo dos anos, incluindo Iraque e outras nações árabes, e existem diferentes variações de produção de acordo com o país de origem (em termos de acabamento, marcações e projeto de colher/alavanca ). Embora obsoleta e não mais em produção, ela ainda pode ser encontrada em zonas de combate. Uma cópia desta granada, apelidada de RGG-91, foi fabricada entre 1992-1996 na Lituânia, pela fábrica de armas leves "Vytis".
- China: Type 1
- Lituânia: RGG-91